# Xystrocerini
Xystrocerini es una tribu de coleópteros crisomeloideos de la familia Cerambycidae.

## Taxonomía
Algunos géneros:
- Oplatocera White, 1853 (3 especies)
- Oplatocera (Epioplatocera) Gressitt, 1951 (9 especies)
- Xystrocera Audinet-Serville, 1834 (64 especies)
- Xystroceroides Lepesme, 1948 (1 especie)